# La vampira indiana
La vampira indiana è un film muto del 1913 diretto da Roberto Roberti. Considerato da tutti come il proto-spaghetti western.